# Almeidea
Almeidea es un género con doce especies de plantas de flores perteneciente a la familia Rutaceae. 

## Especies seleccionadas
- Almeidea acuminata
- Almeidea alba
- Almeidea caerulea
- Almeidea guyanensis
- Almeidea lanceolata'
- Almeidea lilacina
- Almeidea limae
- Almeidea longifolia
- Almeidea longipes
- Almeidea macropetala
- Almeidea myriantha
- Almeidea rubra